# Samira Awali Boubacar
Samira Awali Boubacar (* 10. April 2000) ist eine nigrische Leichtathletin, die sich auf den Sprint spezialisiert hat.

## Sportliche Laufbahn
Erste internationale Erfahrungen sammelte Samira Awali Boubacar im Jahr 2022, als sie bei den Afrikameisterschaften in Port Louis mit 25,50 s in der ersten Runde im 200-Meter-Lauf ausschied. Im Jahr darauf gewann sie bei den Spielen der Frankophonie in Kinshasa in 53,39 s die Bronzemedaille über 400 Meter hinter der Marokkanerin Sara el-Hachimi und Sita Sibiri aus Burkina Faso. 2024 belegte sie bei den Afrikaspielen in Accra in 53,18 s den achten Platz im 400-Meter-Lauf und im Juni schied sie bei den Afrikameisterschaften in Douala mit 24,61 s im Halbfinale über 200 Meter aus und kam über 400 Meter mit 55,65 s nicht über den Vorlauf hinaus. Daraufhin nahm sie an den Olympischen Sommerspielen in Paris teil und schied dort im 100-Meter-Lauf mit 12,06 s in der Vorausscheidungsrunde aus. Zudem war sie Fahnenträgerin Nigers bei der Eröffnungs- und Schlussveranstaltung der Spiele.

## Persönliche Bestzeiten
- 100 Meter: 12,06 s (0,0 m/s), 2. August 2024 in Paris
- 200 Meter: 23,92 s (+0,1 m/s), 25. Juni 2024 in Douala
- 400 Meter: 52,84 s, 19. März 2024 in Accra